# Parapimpinella siifolia
Parapimpinella siifolia är en växtart i släktet Parapimpinella och familjen flockblommiga växter. Arten är en perenn ört som förekommer från västra Pyrenéerna till nordvästra Spanien.